# Glenn Hofman
Glenn Hofman (* 2. Februar 1990 in Den Haag, Niederlande) ist ein niederländischer Karambolagespieler und Junioren-Europameister im Dreiband.

## Karriere
Er begann im Alter von 10 Jahren Billard zu spielen, inspiriert durch seinen Vater. In seiner Jugend wechselte er von der Freien Partie zum Dreiband und wurde Schüler des Nationaltrainers Christ van der Smissen.
In den Jahren 2009 und 2011 gewann er den europäischen Jugendtitel im Dreiband. Seine besten Leistungen sind ein gemeinsamer dritter Platz bei der Europameisterschaft 2013 und zwei zweite Plätze bei der  Niederländischen Dreiband-Meisterschaft 2016 und 2017.
Bei der Dreiband-Europameisterschaft 2013 in Brandenburg an der Havel belegte er den dritten Platz, er scheiterte erst im Halbfinale am belgischen Starspieler Frédéric Caudron. Im selben Jahr gewann er ebenfalls Bronze bei den World Games, im Spiel um Platz 3 besiegte er den Südkoreaner Kim Kyung-roul mit 40:15. 2017 und 2018 gewann er mit seinem deutschen Club Bottroper Billard Akademie (zusammen mit Christian Rudolph, Jean van Erp und Tobias Bouerdick) die Deutsche Pokalmannschaftsmeisterschaft. Bei der Dreiband-Europameisterschaft 2019 kam er bis ins Viertelfinale, nachdem er in der Finalrunde hintereinander die Altstars Frédéric Caudron und Daniel Sánchez schlagen konnte, scheiterte dann aber am Spanier Rubén Legazpi mit 24:40.
Seit Sommer 2019 spielt er für die südkoreanische Professional Billiards Association (PBA) und wurde daraufhin von der Union Mondiale de Billard (UMB) und CEB zunächst für ein Jahr gesperrt. (→ s. dazu: PBA-Konflikt).

## Privates
Hofman lebt immer noch in Den Haag und ist seit 2015 mit der Kolumbianerin Andrea Manrique Hernandez verheiratet. Teilweise lebt er mit ihr in Kolumbien, um sich vom stressigen Turnierleben zu erholen.

## Erfolge

### International
- Dreiband-Weltcup:  2023/7, 2024/1
- Dreiband-Europameisterschaft:    2013
- Dreiband-Weltmeisterschaft der Junioren:  2008, 2009  2007
- Dreiband-Europameisterschaft der Junioren:  2009, 2011  2010
- World Games:  2013
- Deutsche Pokalmannschaftsmeisterschaft:   2017, 2018

### National
- Niederländische Dreiband-Meisterschaft:  2016, 2017  2010, 2012
- Dutch Cup:  2013, 2014  2011, 2012, 2015, 2017, 2018
- Grand Prix:  2016, 2018 (Feb.), 2019   2013 (Feb.), 2013 (Mai)  2017, 2018 (Nov.)
- Buffalo League:  2018

Quellen: